# Edmond Kramer
Edmond Kramer (Ginevra, 8 dicembre 1906 – aprile 1945) è stato un calciatore svizzero, di ruolo centrocampista.

## Carriera
Ha partecipato ai Giochi della VIII Olimpiade con la Nazionale di calcio della Svizzera, che vinse la medaglia d'argento.